# Натан, Эрнесто
Эрнесто Натан (итал. Ernesto Nathan; 5 октября 1848, Лондон — 9 апреля 1921, Рим) — итальянский политик, мэр Рима (1907—1913), великий мастер Великого востока Италии.

## Биография
Натан родился в Лондоне в 1848 году в семье Сары Леви и Майера Мозеса Натана, еврейского происхождения и, соответственно, британского и германского подданства. Его отец умер, когда Эрнесто было 14 лет.
Провел юность во Флоренции, Лугано, Милане и Сардинии, где он был принят на работу в качестве управляющего хлопчатобумажного комбината. В эти годы он был увлечён революционными идеями Джузеппе Мадзини, и в 1870 году, в 25 лет, он переехал в Рим в качестве администратора «Ла Рома дель Пополо». Его дом в Риме стал центром итальянских политических дискуссий, долгое время его посещали такие видные деятели, как Джези Кардуччи и Франческо Криспи. Девять лет спустя он стал членом левого крыла парламента от партии Криспи, а в 1888 году, он получил итальянское гражданство.
В апреле 1889 года Натан был избран в городской совет Рима. В 1907 году был избран мэром Рима. Он был мэром Рима 6 лет, до 1913 года.
Он стал первым мэром Рима, который не принадлежал к землевладельческой элите, которая всегда контролировала политику в городе. Он имел убеждение, что несомненную важность имеют светская и преисполненная этических норм политика. Натан пытался регулировать как можно более интенсивнее строительные программы, которые вспыхнули по всему городу после того как Рим стал столицей Италии в 1871 году. Кроме того, он стремился содействовать светской системы образования, в то время, когда образование в Риме по-прежнему преобладало в католических учебных учреждениях. Он открыл более 150 детских садов — это внушительное число, что можно отметить в сравнении с тем, что сегодня Рим имеет только 288 подобных детских учреждений. В день 40-й годовщины захвата «Ворот Пия» в 1910 году ситуация обострилась, что и привело к чрезвычайно высокой напряженности между антиклерикалом Натаном и Святым Престолом.
Что касается общественных работ, то Натан открыл: монумент в честь первого короля объединённой Италии Виктора Эммануила II, Дворец Правосудия, археологические работы на Авентинском и Целийском холмах, и Национальный стадион (нынешний стадион Фламинио), первые современные здания Рима для спортивных мероприятий. Сеть общественного транспорта (ATAC) была создана в 1911 году, а также Энергетическая компания города (ACEA), в 1912 году.
Он внёс большой вклад в дело обустройства Рима, впервые создав, как новые компании, которые обслуживали город, управляя его инфраструктурой, так и были открыты новые культурные и исторические объекты, была начата беспрецедентная социальная программа, которая привела к улучшению социальной ситуации и послужила развитию образования.
Умер 9 апреля 1921 года, похоронен на кладбище Кампо Верано в Риме.

### Участие в итальянском масонстве
В 1887 году он стал масоном пройдя посвящение в одну из лож «Великого востока Италии». В 1893 году он аффилировался в ложу Propaganda Due. В 1896 году был избран на должность великого мастера «Великого востока Италии», сменив на этом посту Адриано Лемми. Оставался в должности великого мастера 8 лет, до 1904 года, когда его на этом посту сменил Эторре Феррари.
Эрнесто Натан был ещё раз избран на должность великого мастера в 1917 году, и пробыл в должности два года, до 1919 года.

## Письма
- Intorno all’epistolario mazziniano, in «Rivista d’Italia», XIX (1916), 12, p. 841—850.
- Le diobolaire e lo stato. Quadro di costumi regolamentari, Roma, Forzani, 1887.
- Commemorazione del natalizio di Giuseppe Mazzini, 22 giugno 1890. Discorso, Urbino, Tip. Righi, 1890.
- Discorso di Ernesto Nathan pronunciato nel teatro Rossini di Pesaro il 16 novembre 1890, Pesaro, Stab. Annesio Nobili, 1891 (Pubblicazione del Comitato radicale provinciale per le elezioni politiche).
- X aprile 1892. Discorso commemorativo pronunciato da Ernesto Nathan nel Teatro Comunale di Forli nella ricorrenza del II anniversario della morte di Aurelio Saffi, Forli, Tip. Lit. Democratica, 1892 (Pubblicazione del Circolo Giuseppe Mazzini, Forli).
- Discorso pronunciato nel Teatro Rossini di Pesaro il 23 ottobre 1892, Pesaro, Stab. Tip. Annesio Nobili, 1892.
- La societa Dante Allighieri [sic]. Conferenza tenuta in Viterbo il Giorno 29 maggio 1892 (Comitato viterbese della societa Dante allighieri), Viterbo, Tip. Soc. Agnesotti e C., 1894.
- Il dovere presente per Ernesto Nathan, Edizione 2. ed. con pref., Roma, Commissione editrice degli scritti di Giuseppe Mazzini, 1895 (Tip. Federico Ricci).
- Il compito massonico. Discorso inaugurale del Gran maestro Ernesto Nathan alla Conferenza massonica nazionale di Torino, 20 settembre 1898, Roma, Stab. Tip. Giuseppe Civelli, 1898.
- L' opera massonica nel triennio 1896-99. Relazione del gran maestro Ernesto Nathan. 20 settembre 1899, Roma, Stab. tip. Civelli, 1899.
- Due lettere del Gran Maestro E. Nathan e del Sov. Gran Commendatore A. Lemmi. Discorso del Fratello Oratore Ernesto Orrei inaugurandosi il nuovo tempio delle RR. LL. Rienzi ed Universo, Roma, Stab. Civelli, 1900.
- La massoneria: sua azione, suoi fini. Conferenza del Gran maestro E. Nathan, Roma, Stabilimento tipografico Civelli, 1901 (Tenuta all’inaugurazione della sede massonica in Roma 21 aprile 1901).
- Roma e il 20 settembre. Conferenza di Ernesto Nathan, Roma, Stab. Tip. Civelli, 1902.
- Il bivio, Roma, Nuova Antologia, 1904.
- Vent’anni di vita italiana attraverso all'«Annuario». Note e commenti, Roma Torino, Roux e Viarengo, 1904.
- Pel centenario di Giuseppe Mazzini. Discorso di Ernesto Nathan tenuto il 22 giugno 1905 nell’Aula magna del Collegio Romano, Roma Torino, Roux e Viarengo, 1905.
- La morale nell’insegnamento pubblico, Roma, Nuova antologia, 1907.
- La morale nella conquista della ricchezza : prolusione al corso di etica professionale nel R. Istituto di studi commerciali di Roma, Torino Roma, Societa Tipografico-Editrice Nazionale, 1907.
- Per il centenario della nascita di Giuseppe Garibaldi. Commemorazione massonica di Ernesto Nathan tenuta al Teatro Adriano il 3 luglio 1907, Roma, F. Centenari & C., 1907.
- Roma papale a Roma italiana. Discorso commemorativo del 20 settembre 1910, Roma, Tip. F. Centenari, 1910.
- Giuseppe Mazzini. Discorso pronunziato in Campidoglio il 10 marzo 1911, S.l., s.n., 1911 (ma: Roma, Tipografia editrice nazionale).
- Vittorio Emanuele 2. : discorso pronunziato in Campidoglio il 4 giugno 1911, S.l., s.n., stampa 1911 (ma: Roma, tip. Editrice nazionale).
- Del Congresso e della pace, Roma, Direzione della Nuova Antologia, 1916.
- Intorno all’Epistolario mazziniano, Roma, Tip. Unione Ed., 1916.
- Relazione del R. Commissario generale italiano per la Esposizione Internazionale panama Pacifico, di s. Francisco, a s. E. Il Ministro di agricoltura, Industria e commercio sen. Giannetto Cavasola, Roma, Tip. Nazionale, di G. Bertero e C., 1916.
- La terza Roma, Roma, Nuova antologia, 1916.
- Il dovere presente : discorso pronunciato al Teatro Costanzi in Roma il 4 marzo 1917, Roma, Tip. Nazionale, Bertero, 1917.
- Giuseppe Mazzini : Conferenza al Teatro Carlo Felice di Genova il 26 marzo 1917, Genova, Libr. Ed. Moderna, 1917 (Tip. Sociale).
- La massoneria, la guerra e i loro fini : discorso tenuto al teatro Costanzi di Roma il 21 aprile 1918, Milano, Societa edi trice Dante Alighieri, 1918.
- L’insidioso contagio delle parole: il bolscevismo, Roma, Nuova Antologia, 1919.
- La terza Italia: quale fu, e, e sarà, Firenze, R. Bemporad, 1919.